# Sľažany
Sľažany (Hongaars: Szelezsény) is een Slowaakse gemeente in de regio Nitra, en maakt deel uit van het district Zlaté Moravce.
Sľažany telt 1.736 inwoners.